# Запорізька обласна бібліотека для юнацтва
Запорізька обласна бібліотека для юнацтва (КЗ ЗОБЮ ЗОР) - публічний комунальний науково-інформаційний, культурний, освітній, спеціалізований заклад для обслуговування читачів різного віку, організаційно-методичний та координаційний центр існуючої системи бібліотечного обслуговування юнацтва в Запорізькій області. 

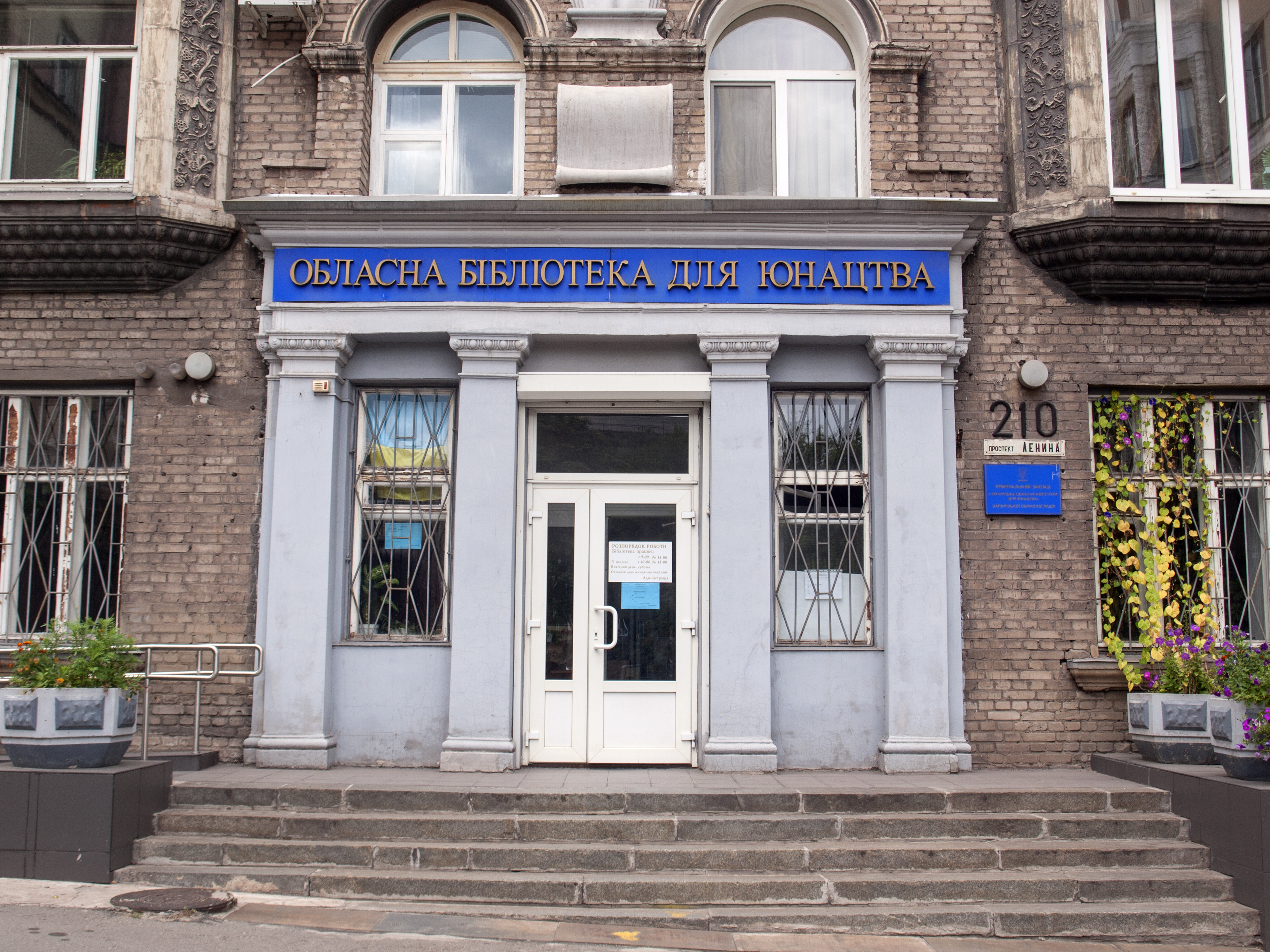
Запорізька обласна бібліотека для юнацтва (вхід)

Бібліотека здійснює свою діяльність на основі та відповідно до чинного законодавства України, зокрема: законів України "Про бібліотеки і бібліотечну справу" ., "Основ законодавства України про культуру", "Про місцеве самоврядування в Україні" ., нормативних актів Міністерства культури і туризму України, норм податкового законодавства України, що регулюють діяльність неприбуткових установ, інших діючих нормативних актів України, рішень Запорізької обласної ради, наказів управління культури і туризму  Запорізької обласної державної адміністрації та власного Статуту.

## Історія бібліотеки
Запорізьку обласну бібліотеку  для юнацтва було відкрито 01 січня 1976р. на базі тодішньої запорізької міської бібліотеки "Юність" відповідно до наказу Запорізького обласного управління культури від 29 грудня 1975 та постанови ЦК КПРС «Про підвищення ролі бібліотек в комуністичному вихованні трудящих та науково-технічному прогресі» (1974р.), що дало потужний поштовх для розвитку бібліотечної справи в Україні та Запорізькій області, зокрема.
Спочатку бібліотека розміщувалась у трикімнатній квартирі по вул. Матросова 24 та мала штат у 5 бібліотекарів. З 1979 року ЗОБЮ  переїздить на пр. Леніна 210 в просторніше приміщення, що дозволяє значно збільшити книжковий фонд та кількість персоналу (з 5 до 31 особи).
Статут бібліотеки зареєстровано розпорядженням запорізького міського голови від 29 березня 2001р.

## Структурні підрозділи
На сьогодні, ЗОБЮ має наступну власну структуру:
- адміністрація
- методико-бібліографічний відділ
- відділ комплектування фондів та каталогізування документів
- відділ абонементу
- відділ читального залу
- відділ господарсько–технічного забезпечення
До 1991р., відповідно до завдань комуністичного виховання, ЗОБЮ мала підпорядковані юнацькі структурні підрозділи: 5 філіалів, 2 відділи, 5 абонементів, 21 кафедра, 426 груп, які вели комплексну пропаганду літератури.

## Бібліотека сьогодні
Бібліотека сприяє підвищенню загальноосвітнього, культурного та професійного рівня молоді, її співробітники беруть участь в семінарах, конференціях, школах, тренінгах, наукових дослідженнях з проблем бібліотекознавства, бібліографії та іноваційного розвитку, розширює номенклатуру бібліотечних послуг, підвищує їхню якість на основі нових технологій, комп'ютеризації інформаційно-бібліотечних процесів, здійснює організаційно-методичне керівництво юнацьких структурних підрозділів бібліотек області, координацію діяльності бібліотек всіх систем і відомств, що обслуговують юнацтво, надає організаційно-методичну допомогу бібліотекам області шляхом вивчення, аналізування та прогнозування стану бібліотечного обслуговування, видання методичних матеріалів, рекомендацій, оглядів діяльності, публікацій у пресі, вивчення, узагальнення та запровадження передового досвіду та іновацій в бібліотечну практику, інформування та консультування бібліотекарів, які працюють з юнацькою аудиторією.
Творчий колектив бібліотеки постійно проводить культурно-масові заходи до визначних дат, національних, релігійних та професійних свят для дітей та молоді як з особливими соціальними та фізичними потребами, так і для звичайного населення.

## Членство в асоціаціях
Починаючи з 2014.р., ЗОБЮ є активним самостійним членом Української бібліотечної асоціації, є постійним інформаційно-організаційним партнером соціальних та культурно-освітніх заходів та проектів громадських організацій Запоріжжя та Запорізької області.